# Amt Schwarme
Das Amt Schwarme war ein historisches Verwaltungsgebiet des Königreichs Hannover.

## Geschichte
Das Amt Schwarme wurde 1852 aus den Gemeinden gebildet, die durch den Vertrag von Celle 1679/81 aus dem ursprünglich erzstift-bremischen Amt Thedinghausen an die Celler Linie der Herzöge von Braunschweig-Lüneburg gefallen waren und bis dahin zum Amt Thedinghausen gehört hatten. 1859 wurde es aufgehoben und teilweise in das Amt Bruchhausen eingegliedert. Die meisten Gemeinden kamen 1864 an das Amt Verden der Landdrostei Stade. Die einzige Ausnahme bildete Schwarme selbst, das bei Bruchhausen blieb.

## Amtmann
- 1853–1859: Heinrich Wilhelm Dieterichs, Amtmann